# اروکتو-خوتور
اروکتو-خوتور (به لاتین: Örüktü-Khutor) یک منطقهٔ مسکونی در قرقیزستان است که در شهرستان ایسیق‌کول واقع شده‌است. اروکتو-خوتور ۸۱۵ نفر جمعیت دارد و ۱٬۶۷۵ متر بالاتر از سطح دریا واقع شده‌است.